# Franz Hofmeister
Franz Hofmeister ( 30. srpna 1850 Praha – 26. července 1922 Würzburg) byl lékař a profesor fyziologické chemie.

## Život a dílo
Franz Hofmeister studoval medicínu na pražské univerzitě u Karla Huga Hupperta a habilitoval se v roce 1879 u Oswalda Schmiedeberga prací o fyziologických aspektech trávicích procesů. V roce 1885 získal profesuru v Praze a v roce 1896 přešel na univerzitu ve Štrasburku. Jeho nástupcem v Praze byl Julius Pohl.
Hlavním zaměřením Hofmeistera byla proteinová chemie. V roce 1902 na setkání německých přírodovědců a lékařů v Karlových Varech nezávisle a současně s Emilem Fischerem jako první navrhl strukturu bílkovin z aminokyselin s peptidovými vazbami.
Je po něm pojmenována Hofmeisterova řada, která udává vliv iontů na rozpustnost bílkovin ve vodě. Tato řada je i dnes důležitá pro čištění peptidů